# Murray Edelman
Murray Jacob Edelman (* 5. November 1919 in Nanticoke, Pennsylvania; † 26. Januar 2001 in Madison, Wisconsin) war ein US-amerikanischer Politikwissenschaftler und Hochschullehrer an der University of Wisconsin, Madison.

## Leben und Wirken
Murray Edelman studierte Sozialwissenschaft (Politikwissenschaft und Soziologie) zunächst an der Bucknell University in Pennsylvania, wo er 1941 den Bachelorgrad erwarb. 1942 absolvierte er die Magisterprüfung im Fach Geschichte an der University of Chicago. Seine Promotion zum Ph.D. erfolgte 1948 an der University of Illinois. An dieser Universität lehrte er Politikwissenschaft bis 1966. Es folgte seine Lehrtätigkeit als Professor an der University of Wisconsin-Madison bis zu seinem Eintritt in den Ruhestand im Jahre 1990. Gastprofessuren führen in zu verschiedenen Universitäten in den USA, Österreich und Italien. Ehrungen erfuhr er u. a. durch die Fulbright Commission und die John Simon Guggenheim Memorial Foundation.
Edelmann beschäftigte sich in Lehre und Forschung vor allem mit dem politischen Verhalten, der Symbolik in der Politik und der politischen Psychologie.

## Veröffentlichungen (Auswahl)
- The licensing of radio services in the United States, 1927 to 1947. A study in administrative formulation of policy (= Illinois studies in the social sciences, Bd. 31,4). University of Illinois Press, Urbana, Ill. 1950 (= Dissertation an der University of Illinois).
- Causes of fluctuations in popular support for the Italian Communist Party since 1946. In: The journal of politics, Bd. 20 (1958), S. 535–552.
- The symbolic uses of politics. University of Illinois Press, Urbana, Ill. 1964.
- (mit R. W. Fleming): The politics of wage-pricing decisions. A four-country analysis. University of Illinois Press, Urbana, Ill. 1965.
- Escalation and ritualization of political conflict. In: American behavioral scientist, Bd. 13 (1969), S. 231–246.
- Politics as symbolic action. Mass arousal and quiescence. Markham, Chicago 1971.
- (mit Kenneth M. Dolbeare): American politics. Policies, power, and change. 2. Aufl. Heath, Lexington, Mass. 1974.
- The politics of persuasion. In: James David Barber (Hrsg.): Choosing the president. Prentice Hall, Englewood Cliffs, NJ 1974, S. 149–173, ISBN 0-13-133561-8.
- Die symbolische Seite der Politik. In: Wolf-Dieter Narr (Hrsg.): Wohlfahrtsstaat und Massenloyalität (= Neue wissenschaftliche Bibliothek, Bd. 79). Kiepenheuer & Witsch, Köln 1975, S. 307–322, ISBN 3-462-01059-X.
- Politik als Ritual. Die symbolische Funktion staatlicher Institutionen und politischen Handelns (= Campus-Studium, Bd. 512). Campus-Verlag, Frankfurt am Main 1976, ISBN 3-593-32512-8 (deutsche Übersetzung seiner Bücher "The symbolic uses of politics" und "Politics as a symbolic action", 3. erw. Aufl. 2005, ISBN 3-593-37751-9).
- Political language. Words that succeed and policies that fail. Academic Press, New York 1977, ISBN 978-0-12-230662-4.
- Constructing the political spectacle. The University of Chicago Press, Chicago 1988, ISBN 0-226-18397-1.
- From art to politics. How artistic creations shape political conceptions. University of Chicago Press, Chicago 1995, ISBN 0-226-18400-5 (Nachdruck 2003).
- The politics of misinformation. Cambridge University Press, Cambridge 2001, ISBN 0-521-80117-6.